# Adel (Iowa)
Pour les articles homonymes, voir Adel.
Adel (en anglais [ˈeɪdəl]) est une ville située le long de la North Raccoon River, dans le comté de Dallas, dans l'État américain de l'Iowa. La population était de 3 682 habitants au recensement de 2010. C'est le siège du comté de Dallas et le lieu de naissance de Nile Kinnick, gagnant du Trophée Heisman en 1939.
La ville d'Adel fait partie de l'agglomération de Des Moines–West Des Moines.

## Histoire

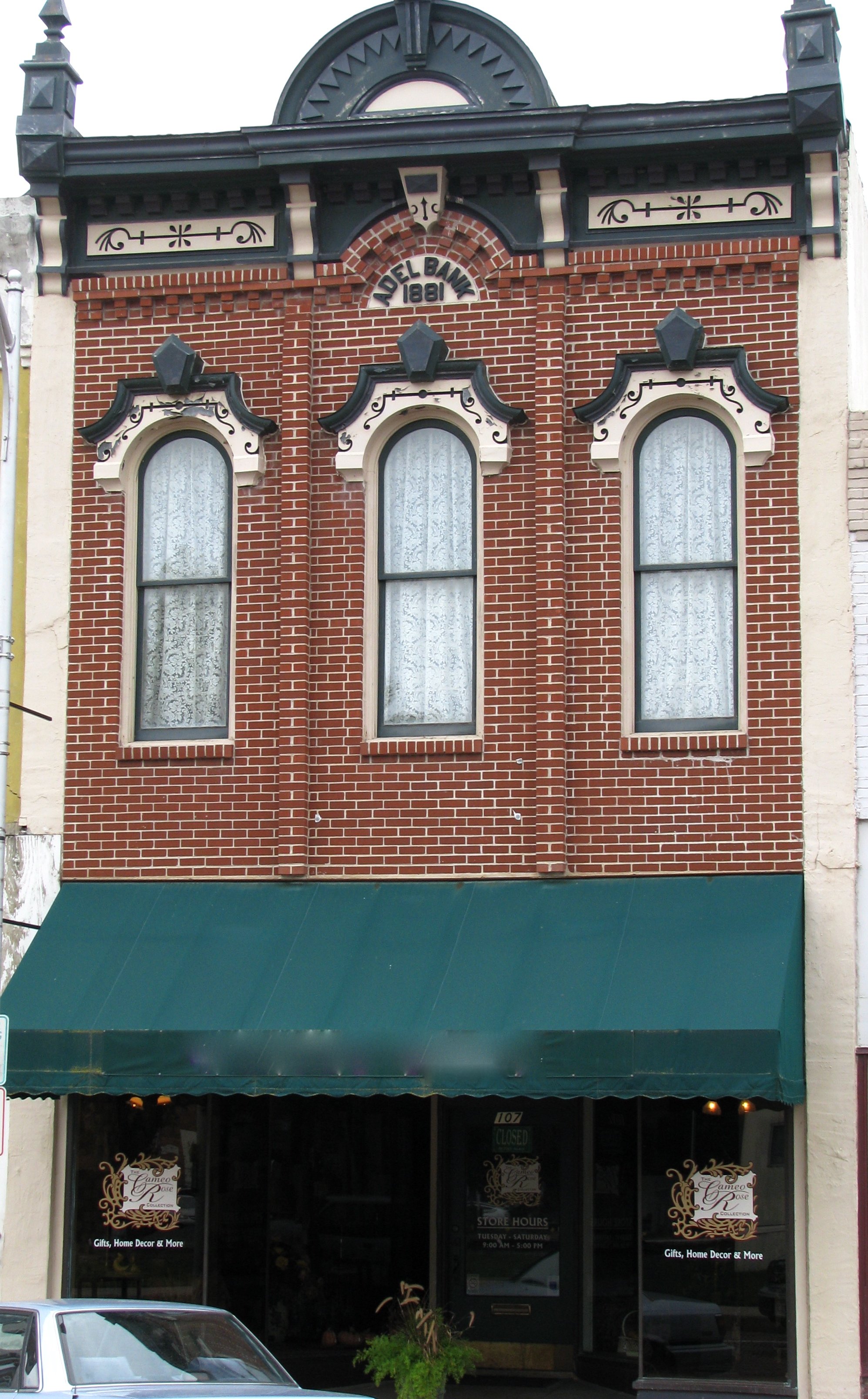
Adel Bank, lieu du braquage de 1895.

Adel a été fondée en 1847 sous le nom de Penoach et prit son nom actuel en 1849, bien qu'aucune information spécifique ne soit mentionnée dans les archives de la ville. La ville est située sur la rive ouest de la North Raccoon River et à l'époque de sa fondation, le long de la seule route de comté, faisant d'Adel la plus vieille ville dans le comté de Dallas.
En 1855, il y avait environ vingt-cinq maisons dans Adel et trois magasins. Depuis ce temps-là, la ville n'a cessé de croître.
Située le long de la rivière, Adel disposait d'un bon apport en énergie hydraulique grâce à un moulin à eau. Il a été implanté sur une parcelle appartenant à Noeingerl Cantrel&Co. J.H. Strong de Des Moines et H.H. Moffatt ont construit le moulin en 1856-57 pour un coût de 20,000 $.
Le moulin a été gardé en bon état, capable d'atteindre, en moyenne, douze à quinze boisseaux par heure, avec une capacité maximale de trente par heure.
Un fait historique s'est déroulé le 6 mars 1895. Deux hommes sont entrés dans la ville dans une calèche et ont tenté de braquer la banque. Ils ont tiré sur un guichetier, qui, bien que blessé, a réussi à fermer la porte de la chambre forte et fermer le verrou, empêchant les voleurs d'emporter avec eux une somme considérable. George W. Clarke, un avocat, avait un bureau au deuxième étage. Alors que Clarke descendait l'escalier, un voleur a tiré avec son arme à feu. Cependant, l'arme s'est enrayée, épargnant la vie de Clarke, qui par la suite sera élu lieutenant-gouverneur pendant quatre ans, puis gouverneur de 1913 à 1917,.
L'histoire d'Adel a été renforcée quand la ville a décidé de paver ses rues de briques. De plus, le Tribunal de Comté de Dallas, un édifice construit en 1902 pour un coût d'environ 109,000 $, sied au centre de la ville, dominant le centre-ville d'Adel.

« À cette époque, c'était une concurrence entre les comtés pour ériger un édifice qui aurait de l'importance et du caractère dans le futur. »

— Mark A. Hanson, Superviseur de Comté de Dallas

## Géographie
Selon le Bureau du recensement des États-Unis, la ville a une superficie totale 8,50 km2, dont 0,03 km2 d'étendues aquatiques.

## Personnalités liées à la ville
- George W. Clarke, le 21e gouverneur de l'Iowa et grand-père de Nile Kinnick
- Eric Cutler, ténor d'opéra
- Nile Kinnick, joueur de football américain dans l'équipe des Hawkeyes de l'Iowa, vainqueur du Trophée Heisman en 1939, pilote de l'US Navy durant la Seconde Guerre mondiale.
- Charles R. Scott, avocat et juge
- Ralph Watts, membre de la chambre des représentants de l'Iowa

## Démographie

### Recensement de 2000
D'après le recensement de 2000, il y avait 3.435 personnes, 1.369 foyers et 898 familles résidant dans la ville. La densité de population était de 405,6 personnes par kilomètre carré. Il y avait 1.419 unités de logement à une densité moyenne de 167,5 par kilomètre carré. Le panel ethnique de la ville était de 97,76 % de Blancs, 0,15 % d'Afro-Américains, 0,17 % d'Amérindiens, 0,41 % d'Asiatiques, 0,52 % d'autres ethnies et 0,99 % de multi-ethniques. Les Hispaniques et Latinos représentaient 1,28 % de la population.
Il y avait 1.369 foyers, dont 37,0 % avaient des enfants de moins de 18 ans vivant avec eux, 53,3 % étaient des couples mariés vivant ensemble, 9,4 % étaient des femmes sans la présence du mari et 34,4 % étaient des personnes vivant seules. 30,3 % de tous les foyers étaient composés de personnes vivant seules et 14,2 % étaient des personnes âgées de plus de 65 ans. La taille moyenne du foyer était de 2,46 et la taille moyenne de la famille était de 3,09.
Composition de la population : 28,5 % avaient moins de 18 ans, 7,2 % de 18 à 24, 29,5 % de 25 à 44, 20,6 % de 45 à 64 et 14,1 % avaient 65 ans ou plus. L'âge médian était de 36 ans. Pour 100 femmes il y avait 90,9 hommes. Pour 100 femmes de plus de 18 ans, il y avait 83,2 hommes.
Le revenu moyen pour un ménage était de 39,423 $ et le revenu moyen pour une famille était de 47,065 $. Les hommes avaient un revenu moyen de 34,234 $ contre 26,516 $ pour les femelles. Le revenu par habitant était de 19,743 $. Environ 3,1 % des familles et 4,0 % de la population étaient en dessous du seuil de pauvreté, aucun d'entre eux avait de moins de 18 ans et 8,5 % avaient 65 ans ou plus.

### Recensement de 2010
D'après le recensement de 2010, il y avait 3.682 personnes, 1.489 foyers et 943 familles résidant dans la ville. La densité de population était de 434,8 personnes par kilomètre carré. Il y avait 1.579 unités de logement à une densité moyenne 186,4 par kilomètre carré. Le panel ethnique de la ville était de 97,6 % de Blancs, 0,30 % d'Afro-Américains, 0,20 % d'Amérindiens, 0,50 % d'Asiatiques, 0,20 % d'Océaniens, 0,6 % d'autres ethnies et 0,7 % de multi-ethniques. Les Hispaniques et Latinos représentaient 2,1 % de la population.
Il y avait 1.489 foyers, dont 34.4 % avaient des enfants de moins de 18 ans vivant avec eux, 47,5 % étaient des couples mariés vivant ensemble, 11,1 % étaient des femmes sans la présence du mari, 4,6 % étaient des hommes sans la présence de l'épouse et 36,7 % étaient des personnes vivant seules. 31,6 % de tous les foyers étaient composés de personnes vivant seules et 12,8 % étaient des personnes âgées de plus de 65 ans. La taille moyenne du foyer était de 2,42 et la taille moyenne de la famille était de 3,06.
L'âge médian était de 37,6 ans. 26,8 % des résidents étaient âgés de moins de 18 ans ; 7,7 % avaient entre 18 et 24 ans ; 25,7 % avaient entre 25 et 44 ans ; 27 % avaient entre 45 et 64 ans et 12,7 % avaient 65 ans ou plus. La ville était composée de 52,6 % de femmes et de 47,4 % d'hommes.

## Source
- (en) Cet article est partiellement ou en totalité issu de l’article de Wikipédia en anglais intitulé « Adel, Iowa » (voir la liste des auteurs).